# ローズ・アブドゥー
ローズ・アブドゥー（Rose Abdoo、1962年11月28日 - ）は、アメリカ合衆国の女優。

## 出演作品
- 母が教えてくれたこと Other People (2016)
- シェイムレス3 俺たちに恥はない
- バレエ・ガールズ　～パラダイスへようこそ～
- 人生はノー・リターン　～僕とオカン、涙の3000マイル～
- ＮＹボンビー・ガール
- プリティ・リトル・ライアーズ シーズン1
- キューティ・ブロンド3
- WITHOUT A TRACE ファイナル・シーズン
- ギルモア・ガールズ 第7シーズン（整備士）
- ギルモア・ガールズ 第6シーズン（整備士）
- グッドナイト＆グッドラック
- ギルモア・ガールズ 第5シーズン（整備士）
- ギルモア・ガールズ 第4シーズン（整備士）
- ギルモア・ガールズ 第3シーズン（整備士）
- ギルモア・ガールズ 第2シーズン（整備士）